# 1982 في نيوزيلندا
فيما يلي قوائم الأحداث التي وقعت خلال عام 1982 في نيوزيلندا.

## رياضة
- 1 يناير – كأس نيوزيلندا 1982 الفائز نادي يونيفرستي ماونت ولينغتون.

## مواليد

### يناير
- 1 يناير – آنا كليفر
- 1 يناير – سيمون ديني فنان نيوزيلندي.
- 1 يناير – سيمون سليد
- 2 يناير – سارة بيرك لاعبة كركيت نيوزيلندية.
- 9 يناير – كان تومسون لاعب رغبي نيوزيلندي.
- 12 يناير – توني لوكهيد لاعب كرة قدم نيوزلندي.
- 17 يناير – فرنسيس براينت لاعب رغبي نيوزيلندي.

### فبراير
- 16 فبراير – نيل جونز لاعب كرة قدم نيوزيلندي.
- 18 فبراير – إيما كامبل لاعبة كركيت نيوزيلندية.

### مارس
- 5 مارس – دان كارتر لاعب رغبي نيوزيلندي.
- 7 مارس – راي كاميرون لاعب كرة سلة نيوزيلندي.
- 13 مارس – آدم تومسون لاعب رغبي نيوزيلندي.
- 13 مارس – اندريا ميلر
- 15 مارس – ستيوارت فاركوهار رامي رمح نيوزيلندي.
- 19 مارس – شون هايغ لاعب كركيت نيوزيلندي.
- 20 مارس – روري فالون لاعب كرة قدم نيوزلندي.
- 24 مارس – أندرو إليس لاعب كركيت نيوزيلندي.
- 24 مارس – جيمس نابير روبرتسون

### أبريل
- 4 أبريل – أندريا هيويت تريثلت نيوزيلندية.
- 22 أبريل – نايجل جونز لاعب كركيت أيرلندي.

### مايو
- 6 مايو – أريك موراي مُجدّف نيوزيلندي.
- 10 مايو – جين اندروز لاعب كريكت نيوزلندي.
- 11 مايو – ماثيو ووكر
- 25 مايو – روبرت لونش لاعب كريكت نيوزلندي.

### يونيو
- 15 يونيو – مايك ديلاني لاعب رغبي نيوزيلندي.
- 26 يونيو – أنتوني هاريس لاعب كركيت نيوزيلندي.
- 27 يونيو – موراي وليامز لاعب رغبي نيوزيلندي.

### يوليو
- 6 يوليو – جيريمي ييتس درّاج طريق نيوزيلندي.
- 14 يوليو – أونر كارتر لاعبة هوكي حقل نيوزيلندية.
- 28 يوليو – آدم تومسون لاعب كرة مضرب نيوزيلندي.
- 31 يوليو – كيلي تود لاعب كركيت نيوزيلندي.

### أغسطس
- 14 أغسطس – كاميرون جيبسون سبّاح نيوزيلندي.
- 21 أغسطس – جايسون إيتون لاعب رغبي نيوزيلندي.
- 26 أغسطس – فيكتوريا غرانت لاعبة رغبي نيوزيلندية.

### سبتمبر
- 6 سبتمبر – ميشيل كلارك لاعبة كرة قدم نيوزيلندية.
- 13 سبتمبر – مات سوندرز لاعب رغبي نيوزيلندي.
- 14 سبتمبر – بين إليس لاعب دوري رغبي نيوزيلندي.
- 24 سبتمبر – تراسي أوكونور
- 25 سبتمبر – روس كينيدي لاعب رغبي نيوزيلندي.
- 26 سبتمبر – أندرياس باور لاعب دوري رغبي نيوزيلندي.
- 29 سبتمبر – فيكي أورموند لاعبة كرة قدم نيوزيلندية.

### أكتوبر
- 2 أكتوبر – دانيال ليو لاعب رغبي ساموي.
- 8 أكتوبر – ديبي تانر تريثلت نيوزيلندية.
- 11 أكتوبر – كاميرون نولز لاعب كرة قدم نيوزيلندي.
- 13 أكتوبر – بين ماي لاعب رغبي نيوزيلندي.
- 14 أكتوبر – مارك ريان دراج نيوزيلندي.
- 28 أكتوبر – أندرو غودمان لاعب اتحاد رغبي نيوزيلندي.

### نوفمبر
- 4 نوفمبر – كالوم أوبراين
- 6 نوفمبر – برونسون موراي لاعب رغبي نيوزيلندي.
- 30 نوفمبر – كندريك لين لاعب رغبي نيوزيلندي.

### ديسمبر
- 5 ديسمبر – سارة جيبس لاعبة كرة قدم نيوزيلندية.
- 13 ديسمبر – أليسون شانكس درّاجة طريق نيوزيلندية.
- 15 ديسمبر – دي جي فوربس لاعب رغبي نيوزيلندي.
- 17 ديسمبر – باول أتكينز لاعب دوري رغبي نيوزيلندي.

## وفيات

### يناير
- 1 يناير – جاك ماكدونالد (مواليد 1907)
- 2 يناير – جيل مكدونالد (مواليد 1927)
- 22 يناير – جورج جيمس ماكدونالد (مواليد 1921)
- 25 يناير – تشارلي بوردي (مواليد 1905) ملاكم نيوزيلندي.

### فبراير
- 18 فبراير – نايو مارش (مواليد 1895) كاتبة نيوزيلندية.

### مارس
- 1 مارس – فرانك جيل (مواليد 1917) سياسي نيوزيلندي.
- 8 مارس – دوروثي إيدن (مواليد 1912) كاتبة نيوزيلندية.
- 9 مارس – برايان فينلاي (مواليد 1927)
- 29 مارس – جاك شالمرز (مواليد 1894)

### يونيو
- 13 يونيو – جون أ. لي (مواليد 1891) سياسي نيوزيلندي.

### يوليو
- 15 يوليو – دون بيرد (مواليد 1920) لاعب كركيت نيوزيلندي.
- 16 يوليو – غوردون براون (مواليد 1907) سياسي نيوزيلندي.

### أغسطس
- 11 أغسطس – موريل والاس ماي (مواليد 1897)
- 23 أغسطس – إيدا كاري (مواليد 1891)
- 31 أغسطس – ألان هنتر (مواليد 1926) لاعب كريكت نيوزلندي.

### سبتمبر
- 2 سبتمبر – كلايف هولم (مواليد 1911)
- 29 سبتمبر – برنارد غريفيثز (مواليد 1910) لاعب كريكت نيوزلندي.

### نوفمبر
- 1 نوفمبر – اريك آرثر (مواليد 1898)
- 10 نوفمبر – بيل فيليبس (مواليد 1914)
- 22 نوفمبر – جين باتن (مواليد 1909) طيارة نيوزيلندية.

### ديسمبر
- 15 ديسمبر – رون ستيوارت (مواليد 1904) لاعب اتحاد رغبي نيوزيلندي.
- 18 ديسمبر – راي إميري (مواليد 1915) لاعب كركيت نيوزيلندي.
- 29 ديسمبر – ديفيد سميث (مواليد 1888) محامي نيوزيلندي.
- 31 ديسمبر – بروس ماسون (مواليد 1921) كاتب مسرحي نيوزيلندي.